# 快子電話
快子電話（Tachyonic antitelephone）是一樣理論物理裡用來傳递訊號到自己過去的假想装置。先由R. C. Tolman在1917提出示範超光速訊號如何和因果律相矛盾。快子是指在狭義相對論架构裡以超越光速運動的理論粒子。現今物理學裡不可能以超光速傳递訊息。粒子物理非常成功的標準模型裡没有快子存在。也没有它存在的實驗證据。

## 用快子傳訊號到過去
假設甲正坐在以速度β（<1）离开乙。两者都有以超光速α相互傳递訊號的能力。甲向乙發出一個訊號。乙收到訊號後同時向甲發出一個回應。考慮甲和乙分别靜止的两個參照系。把乙受到甲訊息此事件設為两參照系的原點。乙在{\displaystyle t=0}向甲發回應。乙發出的回應的世界綫是：
{\displaystyle (t,x)=\left(t,\alpha t\right)}
此世界線在甲的參照系内座標可以用勞侖茲變換得到：

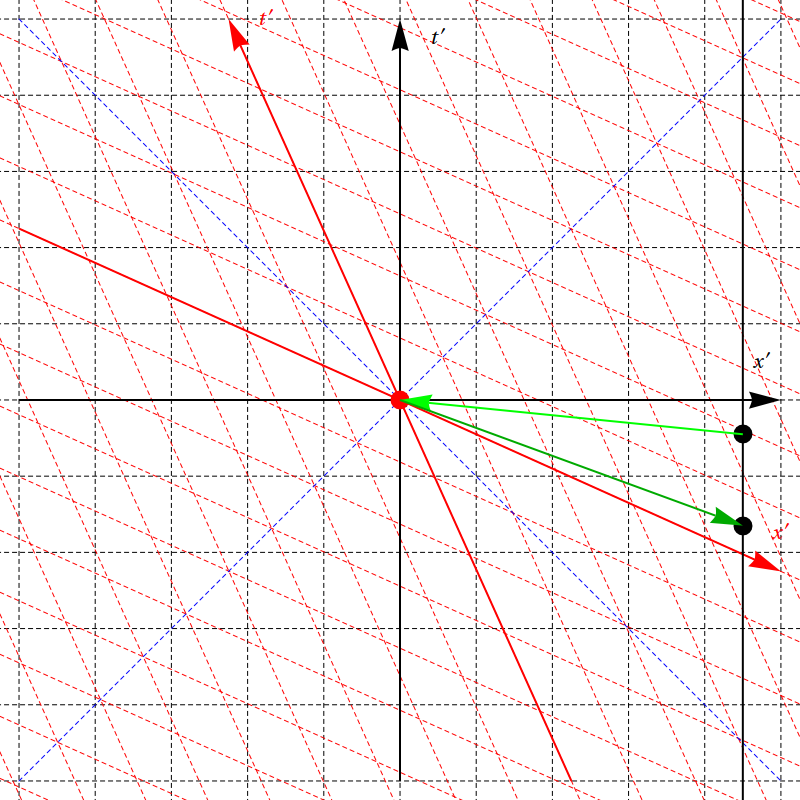
快子超光速訊號的世界綫。黑座標是甲的靜止系。紅座標是乙的靜止系。時間方向向上。右邊黑線是甲的世界綫。可見快子回到甲發出訊號前。

{\displaystyle (t^{\prime },x^{\prime })=\left(\gamma (1-\alpha \beta )t,\gamma (\alpha -\beta )t\right)}
在甲的參照系内，甲在{\displaystyle x^{\prime }=L^{\prime }}靜止。{\displaystyle L^{\prime }}正是乙發出訊號時甲和原點的距离，所以：
{\displaystyle t={\frac {L^{\prime }}{\gamma (\alpha -\beta )}}}
因此
{\displaystyle t^{\prime }={\frac {1-\alpha \beta }{\alpha -\beta }}L^{\prime }}。
留意這只是相對論速度加法公式的應用。
當初甲發出的那个訊號需時{\displaystyle {\frac {L^{\prime }}{\alpha }}}到達乙。所以甲從發出訊號到收到回應共歷時：
{\displaystyle T^{\prime }={\frac {L^{\prime }}{\alpha }}+t^{\prime }=\left({\frac {1}{\alpha }}+{\frac {1-\alpha \beta }{\alpha -\beta }}\right)L^{\prime }}
當{\displaystyle \beta >{\frac {2\alpha }{1+\alpha ^{2}}}}，{\displaystyle T^{\prime }<0}。也就是甲在發出訊號之前就收到乙回信。
整個過程的世界線在右圖。
另外甲在:
{\displaystyle (t_{0}^{\prime },x_{0}^{\prime })=\left(-{\frac {L^{\prime }}{\alpha }},L^{\prime }\right)}
給乙發訊號。在乙參照系内，此事發生在：
{\displaystyle (t_{0},x_{0})=\left(\gamma (\beta -{\frac {1}{\alpha }})L^{\prime },\gamma (1-{\frac {\beta }{\alpha }})L^{\prime }\right)}
當{\displaystyle \beta >{\frac {1}{\alpha }}}，{\displaystyle t_{0}>0}。也就是乙收到的訊號來自他的未來。